# Ribeirão do Meio

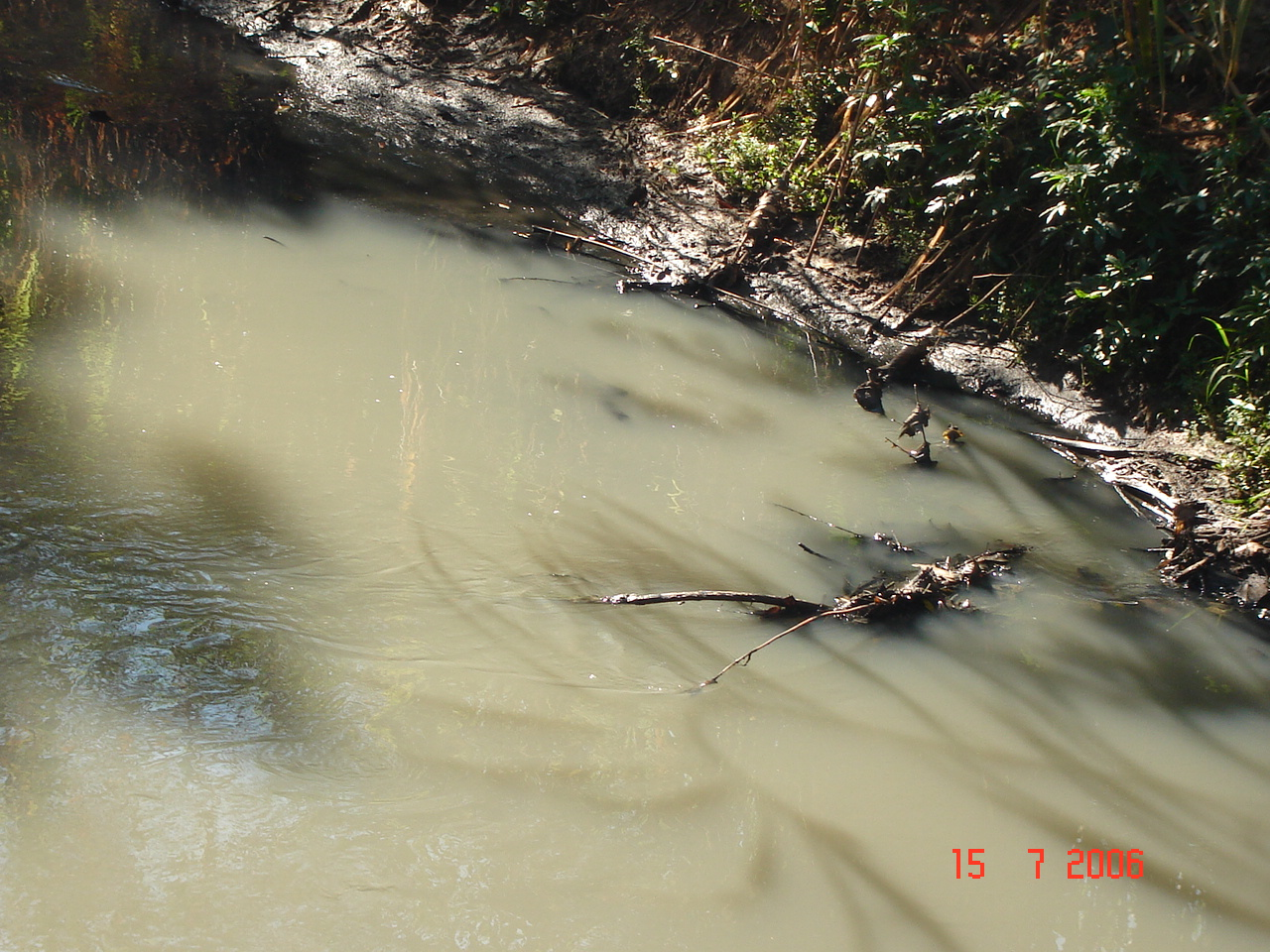
Ribeirão do Meio - foto 02

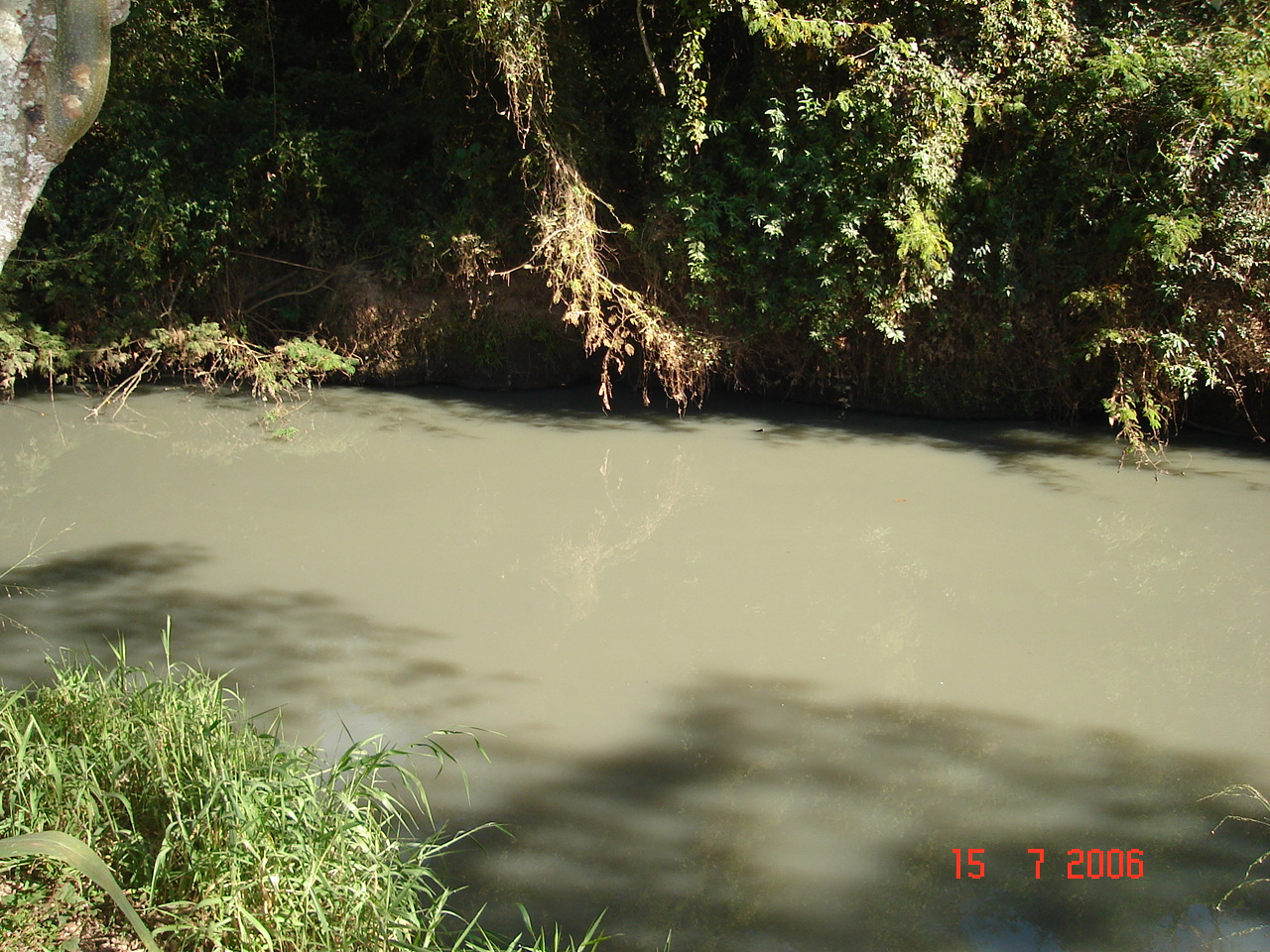
Ribeirão do Meio - foto 04

Ribeirão do Meio é o principal ribeirão a cortar o perímetro urbano de Leme, São Paulo. Esse ribeirão possui um nível de poluição muito elevado, pois é despejado esgoto sem nenhum tratamento em sua águas, o que faz com que ele não possua espécies de peixes. É por causa do esgoto despejado em suas águas, as quais depois desaguam no rio Moji-Guaçu, que Leme se torna um dos municípios mais poluidores da bacia do rio Moji-Guaçu. A má administração pública da cidade é responsável pelo desmazelo do ribeirão. A cidade nem se quer possui estação de tratamento de esgoto e nem possui relatórios de possível construção de uma estação de tratamento de esgoto.
Informação atualizada: desde 2010 a cidade vem construindo a estação de esgoto e desviando todo o despejo de esgoto para a tubulação em construção, sendo que no perímetro urbano praticamente todo o esgoto já está desviado à tubulação construída, porém ainda não recebendo tratamento na ETE.
No Ribeirão Constantino já se nota diariamente pessoas pescando, principalmente tilápias, que hoje estão voltando a habitar os córregos que cortam a área urbana.
Acreditamos que dentro de algum tempo, todo o esgoto estará tratado na ETE.
Os moradores das margens dos córregos comemoram a obra, pois além de eliminar o mau cheiro, também diminuiu drasticamente a existência de pernilongos e insetos, além de ser uma opção para os praticantes da pescaria.

Fotos do Ribeirão do Meio tiradas em 15 de julho de 2006.

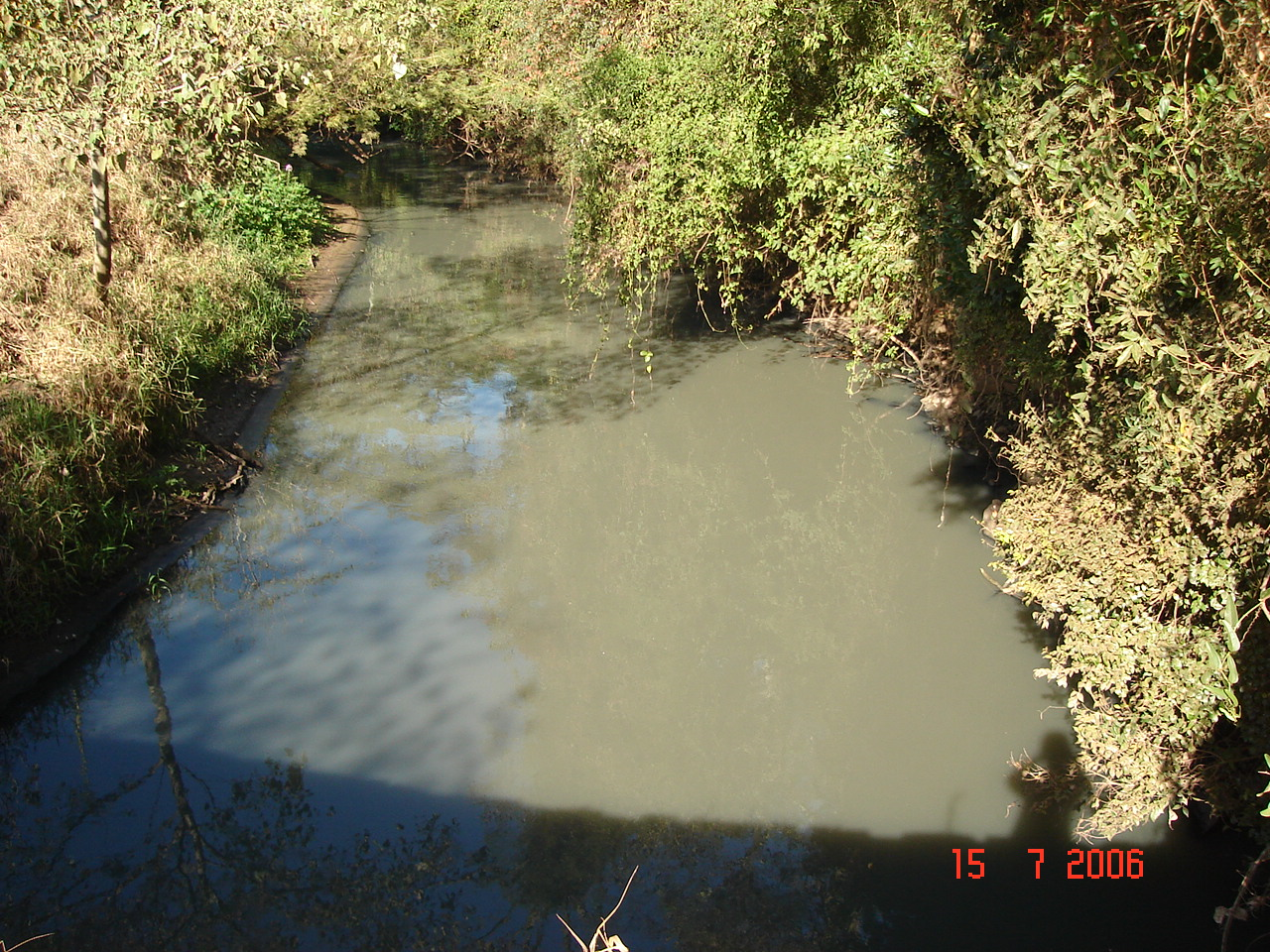
Ribeirão do Meio - foto 01